# Zgoda (województwo warmińsko-mazurskie)
Zgoda (niem. Gerlachsdorf) – osada pofolwarczna w Polsce położona w województwie warmińsko-mazurskim, w powiecie braniewskim, w gminie Braniewo.
W latach 1975–1998 miejscowość administracyjnie należała do województwa elbląskiego.
Inne miejscowości o nazwie Zgoda: Zgoda